# 藤原朝俊
藤原 朝俊（ふじわら の ともとし）は、鎌倉時代初期の貴族・武将。藤原北家勧修寺流、侍従・藤原朝経の子。官位は常陸介・右衛門佐。

## 経歴
後鳥羽上皇、順徳天皇の近臣として仕える。承応2年（1208年）に鳩を取るために朱雀門に昇り、その火が延焼して門が炎上した記事が『明月記』に見えるが、その際「ただ弓馬相撲をもって芸となす。殊に近臣なり」と紹介されており、武芸の才をもって重用されていたことがうかがわれる。
承久3年（1221年）の承久の乱においては、後鳥羽上皇の討幕計画に参加。 高倉範茂らと共に宇治方面の防衛に当たるが、宇治川の戦いにおいて鎌倉幕府軍と衝突。八田知尚や佐々木高重ら諸将と共に奮戦するが、乱戦の中で三浦義村の郎党・小河経村によって討ち取られた。『六代勝事記』においてはその果敢な戦いぶりを賞賛されている。